# Hattstatt
Hattstatt je občina v departmaju Haut-Rhin francoske regije Alzacija.
Leta 1990 je v občini živelo 721 oseb oz. 121 oseb/km².